# AVH Paris Torball
 (juillet 2013).
Si vous disposez d'ouvrages ou d'articles de référence ou si vous connaissez des sites web de qualité traitant du thème abordé ici, merci de compléter l'article en donnant les références utiles à sa vérifiabilité et en les liant à la section « Notes et références ».
Le club de l'AVH (Association Valentin Haüy au service des aveugles et des malvoyants) Paris Torball est un club affilié à la Fédération française handisport (FFH) où il participe au Championnat et à la Coupe de France.
Le club est composé de joueurs malvoyants et non voyants, avec deux catégories, l’équipe féminine et masculine.

## Historique et palmarès
Equipe masculine
2012-2013 : 3e de D3 (accession en D2) + 18e de la Coupe de France
2011-2012 : 4e de D4 (accession en D3) + 12e de la Coupe de France
2009-2010 : 7e de D2 
2008-2009 : 4e de D2 
Equipe féminine
2012-2013 : 5e de D1 + 5e de la Coupe de France
2011-2012 : 4e de D1 + 3e de la Coupe de France 
2010-2011 : 2e de D1 + Finaliste de la Coupe du Monde des clubs champions
2009-2010 : 1er de D1 + Vainqueur en Coupe de France
2008-2009 : 2e de D1 + Vainqueur en Coupe de France